# 414. strelska divizija (ZSSR)
414. strelska divizija (izvirno rusko 414. стрелковая дивизия; kratica 414. SD) je bila strelska divizija Rdeče armade v času druge svetovne vojne.

## Zgodovina
Divizija je bila ustanovljena 15. decembra 1941 v Kotlasu in 7. januarja 1942 preimenovana v 28. strelsko divizijo.
Ponovno je bila ustanovljena 28. februarja 1942 kot etnična gruzinska divizija.